# WTA Tour 2007
Die WTA Tour 2007 (offiziell: Sony Ericsson WTA Tour 2007) war der 37. Jahrgang der WTA-Turnierserie im Damentennis, die von der Women’s Tennis Association ausgetragen wird. In 36 Ländern veranstaltete die Vereinigung der Profispielerinnen insgesamt 61 Turniere.
Dominierende Spielerin des Jahres war Justine Henin. Sie siegte bei insgesamt zehn Veranstaltungen (Dubai, Doha, Warschau, Roland Garros, Eastbourne, Toronto, US Open, Stuttgart, Zürich, Madrid), darunter zwei Grand-Slam-Turniere und das Saisonfinale. Die Australian Open hatte sie wegen ihrer Scheidung abgesagt. Ende 2007 führte sie die Weltrangliste ebenso deutlich an wie die Liste der eingenommenen Preisgelder.
Im Doppel konnte sich die Kombination Black/Huber neun Titel sichern (Australian Open, Paris, Antwerpen, Dubai, Wimbledon, San Diego, Moskau, Linz, Madrid). Auch hier standen zwei Grand-Slam-Turniere und das Masters auf der Habenseite.
Der Deutschen Gréta Arn (mittlerweile Ungarin) gelang in Estoril das Kunststück, das Turnier als Qualifikantin zu gewinnen. Das Comeback des Jahres gelang Lindsay Davenport, die Mitte 2007 Mutter wurde, nur wenige Wochen später ihre Rückkehr auf die Tour bekanntgab und im Herbst in Bali und Québec noch zwei Titel einfahren konnte.
Die Teamwettbewerbe Hopman Cup und Fed Cup werden wie die Grand-Slam-Turniere nicht von der WTA organisiert. Hier werden sie aufgeführt, da die Spitzenspielerinnen diese Turniere in der Regel spielen.
Nachfolgend alle Endspiele sowie die Abschlussweltrangliste und die Rangliste der Topverdiener.

## Turnierplan
| Kategorie          |
| ------------------ |
| Grand Slam         |
| Tour Championships |
| Tier I             |
| Tier II            |
| Tier III           |
| Tier IV & V        |

| Sonstige   |
| ---------- |
| Hopman Cup |
| Fed Cup    |

### Erklärungen
Die Zeichenfolge von z. B. 128E/96Q/64D/32Q/32M hat folgende Bedeutung:

128E = 128 Spielerinnen spielen im Einzel

96Q = 96 Spielerinnen spielen die Qualifikation

64D = 64 Paarungen spielen im Doppel

32Q = 32 Paarungen spielen die Qualifikation

32M = 32 Paarungen spielen im Mixed

### Januar
| Datum 1 | Turnier                                                                                                   | Sieger(in)                              | Finalgegner(in)                                | Ergebnis       |
| ------- | --- | --------------------------------------- | ---------------------------------------------- | -------------- |
| 03.01.  | Hopman Cup Perth, Australien ITF – 1.000.000 AU$ Hartplatz                                                | Nadja Petrowa Dmitri Tursunow           | Anabel Medina Tommy Robredo                    | 2:0            |
| 03.01.  | Mondial Australian Women’s Hardcourts Gold Coast, Australien Tier III – 200.000 $ Hartplatz – 32E/32Q/16D | Dinara Safina                           | Martina Hingis                                 | 6:3, 3:6, 7:5  |
| 03.01.  | Mondial Australian Women’s Hardcourts Gold Coast, Australien Tier III – 200.000 $ Hartplatz – 32E/32Q/16D | Dinara Safina Katarina Srebotnik        | Iveta Benešová Galina Woskobojewa              | 6:3, 6:4       |
| 03.01.  | ASB Classic Auckland, Neuseeland Tier IV – 145.000 $ Hartplatz – 32E/32Q/16D                              | Jelena Janković                         | Wera Swonarjowa                                | 7:69, 5:7, 6:3 |
| 03.01.  | ASB Classic Auckland, Neuseeland Tier IV – 145.000 $ Hartplatz – 32E/32Q/16D                              | Janette Husárová Paola Suárez           | Hsieh Su-wei Shikha Uberoi                     | 6:0, 6:2       |
| 08.01.  | Moorilla Hobart International Hobart, Australien Tier IV – 170.000 $ Hartplatz – 32E/32Q/16D              | Anna Tschakwetadse                      | Wassilissa Bardina                             | 6:3, 7:63      |
| 08.01.  | Moorilla Hobart International Hobart, Australien Tier IV – 170.000 $ Hartplatz – 32E/32Q/16D              | Jelena Lichowzewa Jelena Wesnina        | Anabel Medina Garrigues Virginia Puano Pascual | 2:6, 6:1, 6:2  |
| 08.01.  | Medibank International Sydney, Australien Tier II – 600.000 $ Hartplatz – 28E/32Q/16D                     | Kim Clijsters                           | Jelena Janković                                | 4:6, 7:61, 6:4 |
| 08.01.  | Medibank International Sydney, Australien Tier II – 600.000 $ Hartplatz – 28E/32Q/16D                     | Anna-Lena Grönefeld Meghann Shaughnessy | Marion Bartoli Meilen Tu                       | 6:3, 3:6, 7:62 |
| 15.01.  | Australian Open Melbourne, Australien Grand Slam – 6.737.973 $ Hartplatz – 128E/96Q/64D/32M               | Serena Williams                         | Marija Scharapowa                              | 6:1, 6:2       |
| 15.01.  | Australian Open Melbourne, Australien Grand Slam – 6.737.973 $ Hartplatz – 128E/96Q/64D/32M               | Cara Black Liezel Huber                 | Chan Yung-jan Chuang Chia-jung                 | 6:4, 6:74, 6:1 |
| 15.01.  | Australian Open Melbourne, Australien Grand Slam – 6.737.973 $ Hartplatz – 128E/96Q/64D/32M               | Jelena Lichowzewa Danie Nestor          | Wiktoryja Asaranka Maks Mirny                  | 6:4, 6:4       |
| 29.01.  | Toray Pan Pacific Open (Halle) Tokio, Japan Tier I – 1.340.000 $ Teppich – 28E/32Q/16D                    | Martina Hingis                          | Ana Ivanović                                   | 6:4, 6:2       |
| 29.01.  | Toray Pan Pacific Open (Halle) Tokio, Japan Tier I – 1.340.000 $ Teppich – 28E/32Q/16D                    | Lisa Raymond Samantha Stosur            | Vania King Rennae Stubbs                       | 7:66, 3:6, 7:5 |

### Februar
| Datum 1 | Turnier | Siegerin                                      | Finalgegnerin                           | Ergebnis               |
| ------- | --- | --------------------------------------------- | --------------------------------------- | ---------------------- |
| 05.02.  | Open Gaz de France (Halle) Paris, Frankreich Tier II – 600.000 $ Hartplatz – 28E/32Q/16D                       | Nadja Petrowa                                 | Lucie Šafářová                          | 4:6, 6:1, 6:4          |
| 05.02.  | Open Gaz de France (Halle) Paris, Frankreich Tier II – 600.000 $ Hartplatz – 28E/32Q/16D                       | Cara Black Liezel Huber                       | Gabriela Navrátilová Vladimíra Uhlířová | 6:2, 6:0               |
| 05.02.  | Pattaya Open Pattaya, Thailand Tier IV – 170.000 $ Hartplatz – 32E/32Q/16D                                     | Sybille Bammer                                | Gisela Dulko                            | 7:5, 3:6, 7:5          |
| 05.02.  | Pattaya Open Pattaya, Thailand Tier IV – 170.000 $ Hartplatz – 32E/32Q/16D                                     | Nicole Pratt Mara Santangelo                  | Chan Yung-jan Chuang Chia-jung          | 6:4, 7.64              |
| 12.02.  | Proximus Diamond Games (Halle) Antwerpen, Belgien Tier II – 600.000 $ Hartplatz – 28E/32Q/16D                  | Amélie Mauresmo                               | Kim Clijsters                           | 6:4, 7:64              |
| 12.02.  | Proximus Diamond Games (Halle) Antwerpen, Belgien Tier II – 600.000 $ Hartplatz – 28E/32Q/16D                  | Cara Black Liezel Huber                       | Jelena Lichowzewa Jelena Wesnina        | 7:5, 4:6, 6:1          |
| 12.02.  | Bangalore Open Bangalore, Indien Tier III – 200.000 $ Hartplatz – 32E/27Q/16D                                  | Jaroslawa Schwedowa                           | Mara Santangelo                         | 6:4, 6:4               |
| 12.02.  | Bangalore Open Bangalore, Indien Tier III – 200.000 $ Hartplatz – 32E/27Q/16D                                  | Chan Yung-jan Chuang Chia-jung                | Hsieh Su-wei Alla Kudrjawzewa           | 6:74, 6:2, [11:9]      |
| 19.02.  | Cellular South Cup (Halle) Memphis, Vereinigte Staaten Tier III – 200.000 $ Hartplatz – 32E/32Q/16D            | Venus Williams                                | Shahar Peer                             | 6:1, 6:1               |
| 19.02.  | Cellular South Cup (Halle) Memphis, Vereinigte Staaten Tier III – 200.000 $ Hartplatz – 32E/32Q/16D            | Nicole Pratt Bryanne Stewart                  | Jarmila Gajdošová Akiko Morigami        | 7:5, 4:6, [10:5]       |
| 19.02.  | Dubai Duty Free Women’s Open Dubai, Vereinigte Arabische Emirate Tier II – 1.500.000 $ Hartplatz – 28E/32Q/16D | Justine Henin                                 | Amélie Mauresmo                         | 6:4, 7:5               |
| 19.02.  | Dubai Duty Free Women’s Open Dubai, Vereinigte Arabische Emirate Tier II – 1.500.000 $ Hartplatz – 28E/32Q/16D | Cara Black Liezel Huber                       | Swetlana Kusnezowa Alicia Molik         | 7:66, 6:4              |
| 19.02.  | XV Copa Colsanitas Santander Bogotá, Kolumbien Tier III – 200.000 $ Sandplatz (rot) – 32E/32Q/16D              | Roberta Vinci                                 | Tathiana Garbin                         | 6:74, 6:4, 0:3 Aufgabe |
| 19.02.  | XV Copa Colsanitas Santander Bogotá, Kolumbien Tier III – 200.000 $ Sandplatz (rot) – 32E/32Q/16D              | Lourdes Domínguez Lino Paola Suárez           | Flavia Pennetta Roberta Vinci           | 1:6, 6:3, [11:9]       |
| 26.02.  | Qatar Total Open Doha, Katar Tier II – 1.340.000 $ Hartplatz – 28E/32Q/16D                                     | Justine Henin                                 | Swetlana Kusnezowa                      | 6:4, 6:2               |
| 26.02.  | Qatar Total Open Doha, Katar Tier II – 1.340.000 $ Hartplatz – 28E/32Q/16D                                     | Martina Hingis Marija Kirilenko               | Ágnes Szávay Vladimíra Uhlířová         | 6:1, 6:1               |
| 26.02.  | Abierto Mexicano TELCEL Acapulco, Mexiko Tier III – 180.000 $ Sandplatz (rot) – 32E/32Q/16D                    | Émilie Loit                                   | Flavia Pennetta                         | 7:60, 6:4              |
| 26.02.  | Abierto Mexicano TELCEL Acapulco, Mexiko Tier III – 180.000 $ Sandplatz (rot) – 32E/32Q/16D                    | Lourdes Domínguez Lino Arantxa Parra Santonja | Émilie Loit Nicole Pratt                | 6:3, 6:3               |

### März
| Datum 1 | Turnier                                                                                         | Siegerin                     | Finalgegnerin                  | Ergebnis         |
| ------- | ----------------------------------------------------------------------------------------------- | ---------------------------- | ------------------------------ | ---------------- |
| 05.03.  | Pacific Life Open Indian Wells, Vereinigte Staaten Tier I – 2.100.000 $ Hartplatz – 96E/48Q/32D | Daniela Hantuchová           | Swetlana Kusnezowa             | 6:3, 6:4         |
| 05.03.  | Pacific Life Open Indian Wells, Vereinigte Staaten Tier I – 2.100.000 $ Hartplatz – 96E/48Q/32D | Lisa Raymond Samantha Stosur | Chan Yung-jan Chuang Chia-jung | 6:3, 7:5         |
| 19.03.  | Sony Ericsson Open Miami, Vereinigte Staaten Tier I – 3.450.000 $ Hartplatz – 96E/48Q/32D       | Serena Williams              | Justine Henin                  | 0:6, 7:5, 6:3    |
| 19.03.  | Sony Ericsson Open Miami, Vereinigte Staaten Tier I – 3.450.000 $ Hartplatz – 96E/48Q/32D       | Lisa Raymond Samantha Stosur | Cara Black Liezel Huber        | 6:4, 3:6, [10:2] |

### April
| Datum 1 | Turnier | Siegerin                                  | Finalgegnerin                                  | Ergebnis         |
| ------- | --- | ----------------------------------------- | ---------------------------------------------- | ---------------- |
| 02.04.  | Bausch & Lomb Championships Amelia Island, Vereinigte Staaten Tier II – 600.000 $ Sandplatz (grün) – 56E/32Q/16D | Tatiana Golovin                           | Nadja Petrowa                                  | 6:2, 6:1         |
| 02.04.  | Bausch & Lomb Championships Amelia Island, Vereinigte Staaten Tier II – 600.000 $ Sandplatz (grün) – 56E/32Q/16D | Mara Santangelo Katarina Srebotnik        | Anabel Medina Garrigues Virginia Ruano Pascual | 6:3, 7:64        |
| 09.04.  | Family Circle Cup Charleston, Vereinigte Staaten Tier I – 1.340.000 $ Sandplatz (grün) – 56E/32Q/28D             | Jelena Janković                           | Dinara Safina                                  | 6:2, 6:2         |
| 09.04.  | Family Circle Cup Charleston, Vereinigte Staaten Tier I – 1.340.000 $ Sandplatz (grün) – 56E/32Q/28D             | Yan Zi Zheng Jie                          | Peng Shuai Sun Tiantian                        | 7:5, 6:0         |
| 23.04.  | Gaz de France Budapest Grand Prix Budapest, Ungarn Tier III – 200.000 $ Sandplatz (rot) – 32E/32Q/16D            | Gisela Dulko                              | Sorana Cîrstea                                 | 6:72, 6:2, 6:2   |
| 23.04.  | Gaz de France Budapest Grand Prix Budapest, Ungarn Tier III – 200.000 $ Sandplatz (rot) – 32E/32Q/16D            | Ágnes Szávay Vladimíra Uhlířová           | Martina Müller Gabriela Navrátilová            | 7:5, 6:2         |
| 30.04.  | Estoril Open Oeiras, Portugal Tier IV – 145.000 $ Sandplatz (rot) – 32E/32Q/16D                                  | Gréta Arn                                 | Wiktoryja Asaranka                             | 2:6, 6:1, 7:63   |
| 30.04.  | Estoril Open Oeiras, Portugal Tier IV – 145.000 $ Sandplatz (rot) – 32E/32Q/16D                                  | Andreea Ehritt-Vanc Anastassija Rodionowa | Lourdes Domínguez Lino Arantxa Parra Santonja  | 6:3, 6:2         |
| 30.04.  | J&S Cup Warschau, Polen Tier II – 600.000 $ Sandplatz (rot) – 28E/32Q/16D                                        | Justine Henin                             | Aljona Bondarenko                              | 6:1, 6:3         |
| 30.04.  | J&S Cup Warschau, Polen Tier II – 600.000 $ Sandplatz (rot) – 28E/32Q/16D                                        | Wera Duschewina Tetjana Perebyjnis        | Jelena Lichowzewa Jelena Wesnina               | 7:5, 3:6, [10:2] |

### Mai
| Datum 1 | Turnier | Sieger(in)                            | Finalgegner(in)                           | Ergebnis          |
| ------- | --- | ------------------------------------- | ----------------------------------------- | ----------------- |
| 07.05.  | ECM Prague Open Prag, Tschechien Tier IV – 145.000 $ Sandplatz (rot) – 32E/32Q/16D                         | Akiko Morigami                        | Marion Bartoli                            | 6:1, 6:3          |
| 07.05.  | ECM Prague Open Prag, Tschechien Tier IV – 145.000 $ Sandplatz (rot) – 32E/32Q/16D                         | Petra Cetkovská Andrea Hlaváčková     | Ji Chun-Mei Sun Sheng-Nan                 | 7:67, 6:2         |
| 07.05.  | Qatar Telecom German Open Berlin, Deutschland Tier I – 1.340.000 $ Sandplatz (rot) – 56E/32Q/28D           | Ana Ivanović                          | Swetlana Kusnezowa                        | 3:6, 6:4, 7:64    |
| 07.05.  | Qatar Telecom German Open Berlin, Deutschland Tier I – 1.340.000 $ Sandplatz (rot) – 56E/32Q/28D           | Lisa Raymond Samantha Stosur          | Roberta Vinci Tathiana Garbin             | 6:3, 6:4          |
| 14.05.  | Grand Prix de SAR La Princesse Lalla Meryem Fès, Marokko Tier IV – 145.000 $ Sandplatz (rot) – 32E/32Q/16D | Milagros Sequera                      | Aleksandra Wozniak                        | 6:1, 6:3          |
| 14.05.  | Grand Prix de SAR La Princesse Lalla Meryem Fès, Marokko Tier IV – 145.000 $ Sandplatz (rot) – 32E/32Q/16D | Vania King Sania Mirza                | Andreea Ehritt-Vanc Anastassija Rodionowa | 6:1, 6:2          |
| 14.05.  | Internazionali BNL d’Italia Rom, Italien Tier I – 1.340.000 $ Sandplatz (rot) – 56E/29Q/27D                | Jelena Janković                       | Swetlana Kusnezowa                        | 7:5, 6:1          |
| 14.05.  | Internazionali BNL d’Italia Rom, Italien Tier I – 1.340.000 $ Sandplatz (rot) – 56E/29Q/27D                | Nathalie Dechy Mara Santangelo        | Roberta Vinci Tathiana Garbin             | 6:4, 6:1          |
| 21.05.  | Internationaux de Strasbourg Straßburg, Frankreich Tier III – 200.000 $ Sandplatz (rot) – 30E/23Q/15D      | Anabel Medina Garrigues               | Amelie Mauresmo                           | 6:4, 4:6, 6:4     |
| 21.05.  | Internationaux de Strasbourg Straßburg, Frankreich Tier III – 200.000 $ Sandplatz (rot) – 30E/23Q/15D      | Yan Zi Zheng Jie                      | Alicia Molik Sun Tiantian                 | 6:3, 6:4          |
| 21.05.  | Istanbul Cup Istanbul, Türkei Tier III – 200.000 $ Sandplatz (rot) – 30E/32Q/16D                           | Jelena Dementjewa                     | Aravane Rezaï                             | 7:65, 3:0 Aufgabe |
| 21.05.  | Istanbul Cup Istanbul, Türkei Tier III – 200.000 $ Sandplatz (rot) – 30E/32Q/16D                           | Agnieszka Radwańska Urszula Radwańska | Chan Yung-jan Sania Mirza                 | 6:1, 6:3          |
| 27.05.  | French Open Paris, Frankreich Grand Slam – 8.978.567 $ Sandplatz (rot) – 128E/96Q/64D/32M                  | Justine Henin                         | Ana Ivanović                              | 6:1, 6:2          |
| 27.05.  | French Open Paris, Frankreich Grand Slam – 8.978.567 $ Sandplatz (rot) – 128E/96Q/64D/32M                  | Mara Santangelo Alicia Molik          | Katarina Srebotnik Ai Sugiyama            | 7:65, 6:4         |
| 27.05.  | French Open Paris, Frankreich Grand Slam – 8.978.567 $ Sandplatz (rot) – 128E/96Q/64D/32M                  | Nathalie Dechy Andy Ram               | Katarina Srebotnik Nenad Zimonjic         | 7:5, 6:3          |

### Juni
| Datum 1 | Turnier                                                                                              | Sieger(in)                                    | Finalgegner(in)                                | Ergebnis           |
| ------- | --- | --------------------------------------------- | ---------------------------------------------- | ------------------ |
| 11.06.  | Barcelona KIA Barcelona, Spanien Tier IV – 145.000 $ Sandplatz (rot) – 32E/32Q/16D                   | Meghann Shaughnessy                           | Edina Gallovits                                | 6:3, 6:2           |
| 11.06.  | Barcelona KIA Barcelona, Spanien Tier IV – 145.000 $ Sandplatz (rot) – 32E/32Q/16D                   | Nuria Llagostera Vives Arantxa Parra Santonja | Lourdes Domínguez Lino Flavia Pennetta         | 7:63, 2:6, [12:10] |
| 11.06.  | DFS Classic Birmingham, Großbritannien Tier III – 200.000 $ Rasen – 56E/32Q/16D                      | Jelena Janković                               | Marija Scharapowa                              | 4:6, 6:3, 7:5      |
| 11.06.  | DFS Classic Birmingham, Großbritannien Tier III – 200.000 $ Rasen – 56E/32Q/16D                      | Chan Yung-jan Chuang Chia-jung                | Sun Tiantian Meilen Tu                         | 7:63, 6:3          |
| 18.06.  | International Women’s Open Eastbourne, Großbritannien Tier II – 600.000 $ Rasen – 28E/32Q/16D        | Justine Henin                                 | Amelie Mauresmo                                | 7:5, 6:74, 7:62    |
| 18.06.  | International Women’s Open Eastbourne, Großbritannien Tier II – 600.000 $ Rasen – 28E/32Q/16D        | Lisa Raymond Samantha Stosur                  | Květa Peschke Renne Stubbs                     | 6:75, 6:4, 6:3     |
| 18.06.  | Ordina Open ’s-Hertogenbosch, Niederlande Tier III – 200.000 $ Rasen – 30E/16Q/15D                   | Anna Tschakwetadse                            | Jelena Janković                                | 7:62, 3:6, 6:3     |
| 18.06.  | Ordina Open ’s-Hertogenbosch, Niederlande Tier III – 200.000 $ Rasen – 30E/16Q/15D                   | Chan Yung-jan Chuang Chia-jung                | Anabel Medina Garrigues Virginia Ruano Pascual | 7:5, 6:2           |
| 25.06.  | Wimbledon Championships London, Großbritannien Grand Slam – 9.221.372 $ Rasen – 128E/96Q/64D/16Q/64M | Venus Williams                                | Marion Bartoli                                 | 6:4, 6:1           |
| 25.06.  | Wimbledon Championships London, Großbritannien Grand Slam – 9.221.372 $ Rasen – 128E/96Q/64D/16Q/64M | Cara Black Liezel Huber                       | Katarina Scrbotnik Ai Sugiyama                 | 3:6, 6:3, 6:2      |
| 25.06.  | Wimbledon Championships London, Großbritannien Grand Slam – 9.221.372 $ Rasen – 128E/96Q/64D/16Q/64M | Jelena Janković Jamie Murray                  | Alicia Molik Jonas Björkman                    | 6:4, 3:6, 6:1      |

### Juli
| Datum 1 | Turnier | Siegerin                                       | Finalgegnerin                         | Ergebnis         |
| ------- | --- | ---------------------------------------------- | ------------------------------------- | ---------------- |
| 16.07.  | Western & Southern Financial Group Women’s Open Cincinnati, Vereinigte Staaten Tier III – 200.000 $ Hartplatz – 32E/29Q/16D | Anna Tschakwetadse                             | Akiko Morigami                        | 6:1, 6:3         |
| 16.07.  | Western & Southern Financial Group Women’s Open Cincinnati, Vereinigte Staaten Tier III – 200.000 $ Hartplatz – 32E/29Q/16D | Bethanie Mattek Sania Mirza                    | Alina Schidkowa Tazzjana Putschak     | 7:64, 7:5        |
| 16.07.  | Internazionali Femminili di Palermo Palermo, Italien Tier IV – 145.000 $ Sandplatz (rot) – 32E/32Q/16D                      | Ágnes Szávay                                   | Martina Müller                        | 6:0, 6:1         |
| 16.07.  | Internazionali Femminili di Palermo Palermo, Italien Tier IV – 145.000 $ Sandplatz (rot) – 32E/32Q/16D                      | Marija Korytzewa Darja Kustowa                 | Alice Canepa Karin Knapp              | 6:4, 6:1         |
| 23.07.  | Bank of the West Classic Stanford, Vereinigte Staaten Tier II – 600.000 $ Hartplatz – 28E/32Q/16D                           | Anna Tschakwetadse                             | Sania Mirza                           | 6:3, 6:2         |
| 23.07.  | Bank of the West Classic Stanford, Vereinigte Staaten Tier II – 600.000 $ Hartplatz – 28E/32Q/16D                           | Sania Mirza Shahar Peer                        | Anna Tschakwetadse Wiktoryja Asaranka | 6:4, 7:65        |
| 23.07.  | Bad Gastein , Österreich Tier III – 200.000 $ Sandplatz (rot) – 32E/32Q/16D                                                 | Francesca Schiavone                            | Yvonne Meusburger                     | 6:1, 6:4         |
| 23.07.  | Bad Gastein , Österreich Tier III – 200.000 $ Sandplatz (rot) – 32E/32Q/16D                                                 | Lucie Hradecká Renata Voráčová                 | Ágnes Szávay Vladimíra Uhlířová       | 6:3, 7.5         |
| 30.07.  | Acura Classic San Diego, Vereinigte Staaten Tier I – 1.340.000 $ Hartplatz – 56E/32Q/28D                                    | Marija Scharapowa                              | Patty Schnyder                        | 6:2, 3:6, 6:0    |
| 30.07.  | Acura Classic San Diego, Vereinigte Staaten Tier I – 1.340.000 $ Hartplatz – 56E/32Q/28D                                    | Cara Black Liezel Huber                        | Anna Tschakwetadse Wiktoryja Asaranka | 7:5, 6:4         |
| 30.07.  | Nordea Nordic Light Open Stockholm, Schweden Tier IV – 145.000 $ Hartplatz – 32E/32Q/16D                                    | Agnieszka Radwańska                            | Wera Duschewina                       | 6:1, 6:1         |
| 30.07.  | Nordea Nordic Light Open Stockholm, Schweden Tier IV – 145.000 $ Hartplatz – 32E/32Q/16D                                    | Anabel Medina Garrigues Virginia Ruano Pascual | Chan Chin-wei Tetiana Luzhanska       | 6:1, 5.7, [10:6] |

### August
| Datum 1 | Turnier | Sieger(in)                     | Finalgegner(in)                  | Ergebnis         |
| ------- | --- | ------------------------------ | -------------------------------- | ---------------- |
| 06.08.  | East West Bank Classic presented by Herbalife Carson, Vereinigte Staaten Tier II – 600.000 $ Hartplatz – 56E/32Q/16D | Ana Ivanović                   | Nadja Petrowa                    | 7:5, 6:4         |
| 06.08.  | East West Bank Classic presented by Herbalife Carson, Vereinigte Staaten Tier II – 600.000 $ Hartplatz – 56E/32Q/16D | Květa Peschke Rennae Stubbs    | Mara Santangelo Alicia Molik     | 6:0, 6:1         |
| 13.08.  | Rogers Cup presented by American Express Toronto, Kanada Tier I – 1.340.000 $ Hartplatz – 56E/48Q/28D                | Justine Henin                  | Jelena Janković                  | 7:63, 7:5        |
| 13.08.  | Rogers Cup presented by American Express Toronto, Kanada Tier I – 1.340.000 $ Hartplatz – 56E/48Q/28D                | Katarina Srebotnik Ai Sugiyama | Cara Black Liezel Huber          | 6:4, 2:6, [10:5] |
| 20.08.  | Pilot Pen Tennis New Haven, Vereinigte Staaten Tier II – 600.000 $ Hartplatz – 28E/32Q/16D                           | Swetlana Kusnezowa             | Ágnes Szávay                     | 4:6, 3:0 Aufgabe |
| 20.08.  | Pilot Pen Tennis New Haven, Vereinigte Staaten Tier II – 600.000 $ Hartplatz – 28E/32Q/16D                           | Sania Mirza Mara Santangelo    | Cara Black Liezel Huber          | 6:1, 6:2         |
| 20.08.  | Forest Hills Sony Ericsson WTA Tour Classic Forest Hills, Vereinigte Staaten Tier IV – 74.800 $ Hartplatz – 16E      | Gisela Dulko                   | Virginie Razzano                 | 6:2, 6:2         |
| 27.08.  | US Open New York, Vereinigte Staaten Grand Slam – 9.098.000 $ Hartplatz – 128E/128Q/64D                              | Justine Henin                  | Swetlana Kusnezowa               | 6:1, 6:3         |
| 27.08.  | US Open New York, Vereinigte Staaten Grand Slam – 9.098.000 $ Hartplatz – 128E/128Q/64D                              | Nathalie Dechy Dinara Safina   | Chan Yung-jan Chuang Chia-jung   | 6:4, 6:2         |
| 27.08.  | US Open New York, Vereinigte Staaten Grand Slam – 9.098.000 $ Hartplatz – 128E/128Q/64D                              | Wiktoryja Asaranka Maks Mirny  | Meghann Shaughnessy Leander Paes | 6:4, 7:66        |

### September
| Datum 1 | Turnier                                                                                                  | Siegerin                        | Finalgegnerin                    | Ergebnis         |
| ------- | --- | ------------------------------- | -------------------------------- | ---------------- |
| 10.09.  | Commonwealth Bank Tennis Classic Bali, Indonesien Tier III – 225.000 $ Hartplatz – 30E/16Q/16D           | Lindsay Davenport               | Daniela Hantuchová               | 6:4, 3:6, 6:2    |
| 10.09.  | Commonwealth Bank Tennis Classic Bali, Indonesien Tier III – 225.000 $ Hartplatz – 30E/16Q/16D           | Ji Chun-Mei Sun Sheng-Nan       | Jill Craybas Natalie Grandin     | 6:3, 6:2         |
| 10.09.  | Fed Cup, Finale Moskau, Russland Hartplatz                                                               | Russland                        | Italien                          | 4:0              |
| 17.09.  | China Open Peking, China Tier II – 600.000 $ Hartplatz – 28E/32Q/16D                                     | Ágnes Szávay                    | Jelena Jankovic                  | 6:77, 7:5, 6:2   |
| 17.09.  | China Open Peking, China Tier II – 600.000 $ Hartplatz – 28E/32Q/16D                                     | Chuang Chia-jung Hsieh Su-wei   | Han Xinyun Xu Yi-Fan             | 7:63, 6:3        |
| 17.09.  | Banka Koper Slovenia Open Portorož, Slowenien Tier IV – 145.000 $ Hartplatz – 32E/32Q/16D                | Tatiana Golovin                 | Katarina Srebotnik               | 2:6, 6:4, 6:4    |
| 17.09.  | Banka Koper Slovenia Open Portorož, Slowenien Tier IV – 145.000 $ Hartplatz – 32E/32Q/16D                | Lucie Hradecká Renata Voráčová  | Andreja Klepač Jelena Lichowzewa | 5:7, 6:4, [10:7] |
| 17.09.  | Sunfeast Open (Halle) Kalkutta, Indien Tier III – 200.000 $ Hartplatz – 32E/16Q/16D                      | Marija Kirilenko                | Marija Korytzewa                 | 6:0, 6:2         |
| 17.09.  | Sunfeast Open (Halle) Kalkutta, Indien Tier III – 200.000 $ Hartplatz – 32E/16Q/16D                      | Vania King Alla Kudrjawzewa     | Alberta Brianti Marija Korytzewa | 6:1, 6:4         |
| 24.09.  | FORTIS Championships Luxembourg (Halle) Luxemburg, Luxemburg Tier II – 600.000 $ Hartplatz – 28E/32Q/16D | Ana Ivanović                    | Daniela Hantuchová               | 3:6, 6:4, 6:4    |
| 24.09.  | FORTIS Championships Luxembourg (Halle) Luxemburg, Luxemburg Tier II – 600.000 $ Hartplatz – 28E/32Q/16D | Iveta Benešová Janette Husárová | Wiktoryja Asaranka Shahar Peer   | 6:4, 6:2         |
| 24.09.  | Guangzhou International Women’s Open Guangzhou, China Tier III – 200.000 $ Hartplatz – 32E/16Q/16D       | Virginie Razzano                | Tzipora Obziler                  | 6:0, 6:3         |
| 24.09.  | Guangzhou International Women’s Open Guangzhou, China Tier III – 200.000 $ Hartplatz – 32E/16Q/16D       | Yan Zi Peng Shuai               | Vania King Sun Tiantian          | 6:3, 6:4         |
| 24.09.  | Hansol Korea Open Seoul, Südkorea Tier IV – 145.000 $ Hartplatz – 32E/32Q/16D                            | Venus Williams                  | Marija Kirilenko                 | 6:3, 1:6, 6:4    |
| 24.09.  | Hansol Korea Open Seoul, Südkorea Tier IV – 145.000 $ Hartplatz – 32E/32Q/16D                            | Chuang Chia-jung Hsieh Su-wei   | Eleni Daniilidou Jasmin Wöhr     | 6:2, 6:2         |

### Oktober
| Datum 1 | Turnier                                                                                              | Siegerin                                   | Finalgegnerin                           | Ergebnis           |
| ------- | --- | ------------------------------------------ | --------------------------------------- | ------------------ |
| 01.10.  | AIG Japan Open Championships Tokio, Japan Tier III – 200.000 $ Hartplatz – 32E/32Q/16D               | Virginie Razzano                           | Venus Williams                          | 4:6, 7:67, 6:4     |
| 01.10.  | AIG Japan Open Championships Tokio, Japan Tier III – 200.000 $ Hartplatz – 32E/32Q/16D               | Sun Tiantian Yan Zi                        | Chuang Chia-jung Vania King             | 1:6, 6:2, [10:6]   |
| 01.10.  | Porsche Tennis Grand Prix (Halle) Stuttgart, Deutschland Tier II – 650.000 $ Hartplatz – 28E/32Q/16D | Justine Henin                              | Tatiana Golovin                         | 2:6, 6:2, 6:1      |
| 01.10.  | Porsche Tennis Grand Prix (Halle) Stuttgart, Deutschland Tier II – 650.000 $ Hartplatz – 28E/32Q/16D | Květa Peschke Rennae Stubbs                | Chan Yung-jan Dinara Safina             | 6:75, 7:64, [10:2] |
| 01.10.  | Tashkent Open Taschkent, Usbekistan Tier IV – 145.000 $ Hartplatz – 32E/16Q/16D                      | Pauline Parmentier                         | Wiktoryja Asaranka                      | 7:5, 6:2           |
| 01.10.  | Tashkent Open Taschkent, Usbekistan Tier IV – 145.000 $ Hartplatz – 32E/16Q/16D                      | Kazjaryna Dsehalewitsch Nastassja Jakimawa | Tazzjana Putschak Anastassija Rodionowa | 2:6, 6:4, [10:7]   |
| 08.10.  | Kremlin Cup (Halle) Moskau, Russland Tier I – 1.340.000 $ Hartplatz – 28E/32Q/16D                    | Jelena Dementjewa                          | Serena Williams                         | 5:7, 6:1, 6:1      |
| 08.10.  | Kremlin Cup (Halle) Moskau, Russland Tier I – 1.340.000 $ Hartplatz – 28E/32Q/16D                    | Cara Black Liezel Huber                    | Wiktoryja Asaranka Tazzjana Putschak    | 4:6, 6:1, [10:7]   |
| 08.10.  | PTT Bangkok Open Bangkok, Thailand Tier III – 200.000 $ Hartplatz – 32E/32Q/16D                      | Flavia Pennetta                            | Chan Yung-jan                           | 6:1, 6:3           |
| 08.10.  | PTT Bangkok Open Bangkok, Thailand Tier III – 200.000 $ Hartplatz – 32E/32Q/16D                      | Sun Tiantian Yan Zi                        | Ayumo Morita Junri Namigata             | kampflos           |
| 15.10.  | Zurich Open (Halle) Zürich, Schweiz Tier I – 1.340.000 $ Hartplatz – 28E/32Q/16D                     | Justine Henin                              | Tatiana Golovin                         | 6:4, 6:4           |
| 15.10.  | Zurich Open (Halle) Zürich, Schweiz Tier I – 1.340.000 $ Hartplatz – 28E/32Q/16D                     | Květa Peschke Rennae Stubbs                | Lisa Raymond Francesca Schiavone        | 7:5, 7:61          |
| 22.10.  | Generali Ladies Linz (Halle) Linz, Österreich Tier II – 600.000 $ Hartplatz – 28E/29Q/16D            | Daniela Hantuchová                         | Patty Schnyder                          | 6:4, 6:2           |
| 22.10.  | Generali Ladies Linz (Halle) Linz, Österreich Tier II – 600.000 $ Hartplatz – 28E/29Q/16D            | Cara Black Liezel Huber                    | Katarina Srebotnik Ai Sugiyama          | 6:2, 3:6, [10:8]   |
| 29.10.  | Challenge Bell (Halle) Québec, Kanada Tier III – 200.000 $ Teppich – 32E/32Q/16D                     | Lindsay Davenport                          | Julija Wakulenko                        | 6:4, 6:1           |
| 29.10.  | Challenge Bell (Halle) Québec, Kanada Tier III – 200.000 $ Teppich – 32E/32Q/16D                     | Christina Fusano Raquel Kops-Jones         | Stéphanie Dubois Renata Voráčová        | 6:2, 7:66          |

### November
| Datum 1 | Turnier                                                                                                | Siegerin                | Finalgegnerin                  | Ergebnis         |
| ------- | --- | ----------------------- | ------------------------------ | ---------------- |
| 05.11.  | Sony Ericsson Championships Madrid, Spanien Tour Championships – 3.000.000 $ Hartplatz (Halle) – 8E/4D | Justine Henin           | Marija Scharapowa              | 5:7, 7:5, 6:3    |
| 05.11.  | Sony Ericsson Championships Madrid, Spanien Tour Championships – 3.000.000 $ Hartplatz (Halle) – 8E/4D | Cara Black Liezel Huber | Katarina Srebotnik Ai Sugiyama | 5:7, 6:3, [10:8] |

## Weltrangliste
Die Top Ten zum Jahresende:
| Rang | Vorjahr | Name               | Nation     | Punkte |
| ---- | ------- | ------------------ | ---------- | ------ |
| 1    | (1)     | Justine Henin      | Belgien    | 6155   |
| 2    | (4)     | Swetlana Kusnezowa | Russland   | 3725   |
| 3    | (12)    | Jelena Janković    | Serbien    | 3475   |
| 4    | (14)    | Ana Ivanović       | Serbien    | 3461   |
| 5    | (2)     | Marija Scharapowa  | Russland   | 2956   |
| 6    | (13)    | Anna Tschakwetadse | Russland   | 2935   |
| 7    | (95)    | Serena Williams    | USA        | 2802   |
| 8    | (46)    | Venus Williams     | USA        | 2470   |
| 9    | (17)    | Daniela Hantuchová | Slowakei   | 2367   |
| 10   | (18)    | Marion Bartoli     | Frankreich | 2191   |

## Preisgeld
| Rang | Name               | Einzel    | Doppel | Mixed  | Gesamt    |
| ---- | ------------------ | --------- | ------ | ------ | --------- |
| 1    | Justine Henin      | 5.429.586 | -      | -      | 5.429.586 |
| 2    | Swetlana Kusnezowa | 1.988.753 | 73.734 | -      | 2.287.487 |
| 3    | Serena Williams    | 2.091.949 | 8.025  | -      | 2.102.642 |
| 4    | Ana Ivanović       | 1.898.867 | 11.487 | -      | 1.960.354 |
| 5    | Venus Williams     | 1.835.162 | 8.025  | -      | 1.878.187 |
| 6    | Jelena Janković    | 1.666.543 | 30.687 | 88.157 | 1.831.012 |
| 7    | Marija Scharapowa  | 1.758.550 | -      | -      | 1.758.550 |
| 8    | Anna Tschakwetadse | 1.350.005 | 47.261 | -      | 1.406.266 |
| 9    | Marion Bartoli     | 1.196.239 | 37.167 | -      | 1.246.906 |
| 10   | Venus Williams     | 1.087.932 | 76.769 | 1.411  | 1.205.487 |